# Axinidris
Axinidris – rodzaj mrówek należący do podrodziny Dolichoderinae. Gatunkiem typowym jest Axinidris acholli.

## Gatunki
- Axinidris acholli (Weber, 1941)
- Axinidris bidens (Shattuck, 1991)
- Axinidris denticulata (Wheeler, 1922)
- Axinidris ghanensis (Shattuck, 1991)
- Axinidris hylekoites (Shattuck, 1991)
- Axinidris kakamegensis (Shattuck, 1991)
- Axinidris kinoin (Shattuck, 1991)
- Axinidris murielae (Shattuck, 1991)
- Axinidris nigripes (Shattuck, 1991)
- Axinidris occidentalis (Shattuck, 1991)
- Axinidris palligastrion (Shattuck, 1991)
- Axinidris parvus (Shattuck, 1991)
- Axinidris tridens (Arnold, 1946)